# Allenville (Illinois)
Allenville – wieś w Stanach Zjednoczonych, w stanie Illinois, w hrabstwie Moultrie.

## Demografia
Zgodnie ze spisem statystycznym z 2000 miasto liczyło 154 mieszkańców. W 2023 liczba mieszkańców spadła do 130 osób, a gęstość zaludnienia poniżej 87 osób/km².